# Батьково (Ленінградська область)
Батьково (рос. Батьково) — присілок Бокситогорського району Ленінградської області Росії. Входить до складу Бокситогорського міського поселення.
Населення — 3 особи (2003 рік).

## Населення
| 2007 | 2010 | 2017 |
| ---- | ---- | ---- |
| 3    | ↘1   | ↗30  |